# Bochkor Mihály
Csíkszentmártoni Bochkor Mihály (Szászrégen, 1877. december 19. – Kolozsvár, 1920. november 3.) egyházjogász, jogtörténész, egyetemi tanár.

## Életpályája
Középiskoláját Marosvásárhelyen és Kolozsváron (római katolikus líceum) járta ki. Bécsben és Kolozsváron végezte el jogi tanulmányait. 1903–1910 között az Erdélyi Római Katolikus Státus helyettes, majd rendes titkára volt. 1910–1914 között a nagyváradi királyi jogakadémián a magyar alkotmány- és egyházjog rendkívüli tanára, 1913-tól rendes tanára volt. 1912–1913 között ösztöndíjasként tanulmányozta az angol, belga, német, olasz és svájci egyetemeken a jogi oktatás rendszerét. 1914-től a pozsonyi egyetemen az egyházjog, 1917-től a kolozsvári egyetemen a magyar alkotmánytan és jogtörténet nyilvános rendes tanára volt. 1915-ben a Szent István Tudományos Akadémia II. szakosztálya tagjává választotta.
Szerkesztette az Erdélyi Múzeum Egyesület Jog- és Társadalomtudományi Szakosztálya kiadványait.

## Művei
- Katolikus egyetem vagy internátus? (Többekkel, emlékirat, Kolozsvár, 1903)
- Automatikus papnevelés (Gyulafehérvár, 1903)
- Ethika a társadalomgazd. törvényszerűségeiben (Kolozsvár, 1905)
- A magyar politika válsága a társad-bölcselet világításában (Kolozsvár, 1907)
- A katolikus világnézet szociális integrációja (Kolozsvár, 1907)
- A jogtudomány az új korszaka küszöbén (Kolozsvár, 1907)
- A kegyelmi élet társadalmi feltételei (Gyulafehérvár, 1907)
- Az erdélyi katolikus autonomia (Kolozsvár, 1911)
- Az 1643-44 évi erdélyi országgyűléssel kapcsolatban a 4 bevett valláson lévő rendek vallásügyi tárgyalásai (Brassó, 1913)
- Erdély jogtörténetéből. A székelyföldi katolikus egyházközsés (Kolozsvár, 1914)
- Emlékkönyv Farkas Lajos jubileumára (többekkel, Kolozsvár, 1914)